# Joakim Hagerius
Joakim Hagerius, född 14 december 1970, är en svensk präst och tidigare biträdande kyrkoledare för Equmeniakyrkan. 
Hagerius ordinerades som pastor i Svenska Missionsförbundet 1996 och har verkat som församlings- och kyrkoledare i olika sammanhang, bland annat i Svenska Missionskyrkan, Saronkyran i Göteborg samt centralt inom Equmeniakyrkan. Från 2025 blir Hagerius präst i Svenska Kyrkan. 
Hagerius har även varit opinionsredaktör och ledarskribent på tidningen Dagen. Han medverkar i samtal i gränslandet mellan politik, civilsamhälle, religion och existentiella frågor. Han hörs återkommande i Sveriges Radios andakter i P1.
Hagerius är ordförande för Räddningsmissionen i Göteborg sedan 2015 och styrelseledamot i Enskilda högskolan Stockholm.